# Gbeľany
Gbeľany es un municipio del distrito de Žilina en la región de Žilina, Eslovaquia, con una población estimada a final del año 2024 de 1586 habitantes.
Se encuentra ubicado al oeste de la región, cerca del curso alto del río Váh (cuenca hidrográfica del Danubio) y de la frontera con la región de Trenčín.

## Demografía
| Año        | 1994 | 2004    | 2014    | 2024     |
| ---------- | ---- | ------- | ------- | -------- |
| Población  | 1151 | 1244    | 1225    | 1586     |
| Diferencia |      | +8,07 % | −1,52 % | +29,46 % |

| Año        | 2023 | 2024    |
| ---------- | ---- | ------- |
| Población  | 1567 | 1586    |
| Diferencia |      | +1,21 % |